# Dattilo (metrica)
Il dattilo (in greco antico: δάκτυλος?, dáktylos, "dito", a causa della somiglianza dello schema — ∪ ∪ alla forma del dito) è un piede della poesia greca e latina.

## Caratteristiche
Si compone di un'arsi di una sillaba lunga e di una tesi di due sillabe brevi; di conseguenza appartiene al γένος ἴσον e il suo ritmo è discendente. La sua durata è di quattro morae; può essere in genere liberamente sostituito dallo spondeo (— —) la cui durata è uguale e il cui ritmo può essere discendente o ascendente a piacere; al contrario, l'anapesto ( ∪ ∪ —), piede sempre di quattro more, ma di ritmo ascendente, e il proceleusmatico (∪ ∪ ∪ ∪), di quattro more senza ritmo definito, sono sostituiti al dattilo solo molto raramente, ed esclusivamente nei versi destinati alla poesia lirica.

## Forme
Si distinguono due gruppi di versi dattilici:
- versi dattilici puri: sono quei versi costruiti secondo le normali regole della metrica classica. Costituiscono il gruppo di gran lunga più grande e di maggior uso.
- versi dattilo eolici: sono versi dal ritmo dattilico, ma costruiti secondo le regole della metrica eolica, il cui uso è per lo più limitato alla poesia lirica monodica.

## Colae versi dattilici puri
I metri dattilici puri hanno due principali usi nella poesia greca:
1. nella poesia epica, didascalica ed elegiaca, e in certe forme della poesia religiosa (inni e oracoli): in questo genere di poesia, i versi impiegati (esametro e pentametro) contano cinque o sei piedi, che non sono combinati in sizigie, le sostituzioni con lo spondeo sono frequenti e l'ultimo piede è sempre catalettico.
2. nella poesia lirica. In questo caso, i versi contano un numero di piedi variabile, contato di preferenza per metri, la sostituzione con lo spondeo è meno frequente o eccezionale (nel caso dei dattilo-epitriti) e l'ultimo piede può essere anche non catalettico.

### Monometro dattilico
Il suo schema base è: — ∪ ∪  :  — ∪ ∪. Questo è lo schema puro: quando compare in questa forma, il monometro dattilico è anche detto metrum hymenaicum (metro imeneo), in quanto usato nei canti delle processioni nuziali (imenei). La sostituzione con lo spondeo è possibile in uno o in entrambi i piedi.
Es. Δενδροκόμους ἳνα (Aristofane, Nuvole, 280; si tratta di un verso imenaico)
Del monometro dattilico esiste anche una forma catalettica, dallo schema — ∪ ∪ ; X; (X sta per sillaba anceps) che si incontra nelle strofe di dattilo epitriti.
In questo tipo di versi è anche possibile una forma con anacrusi, del tipo:
— :    — ∪ ∪ : —
È bene osservare che queste forme (ad eccezione dell'hymenaicum) tendono a confondersi con altri schemi metrici e solo il contesto metrico complessivo consente di identificarli come dattili.

### Tripodia dattilica
Si incontra come κῶλον isolato o ripetuto più volte. Il suo schema è:
— ∪ ∪ : — ∪ ∪ : — ∪ ∪
Ad es. τοιάδε σήματα, δείματα 
— ∪ ∪ : — ∪ ∪ : — ∪ ∪ (Euripide, Εlettra, 456)
Talvolta l'ultimo piede si presenta catalettico in duas syllabas, ammettendo come soluzione tanto lo spondeo che il trocheo (— ∪), in tal caso, la tripodia dattilica diviene indistinguibile dal ferecrateo.

#### Tripodia dattilica catalettica ohemiepes
La tripodia dattilica può apparire anche nella forma catalettica in syllabam:
— ∪ ∪ : — ∪ ∪ X;
Tale struttura metrica è più nota con il nome di hemiepes o penthemimeres (mezzo piede), che le viene attribuito perché è identica alla prima parte dell'esametro dattilico, diviso dalla cesura pentemimera.
(Si veda esametro e pentametro per maggiori notizie).
- Se l'hemiepes è nella forma normale è detto "maschile", se ha una sillaba in più, corrispondente alla cesura pentemimera dell'esametro, allora è detto "femminile".

Es. αἰὲν ἀοιδέ, μέλος (Alcmane, fr. 1 B)

#### Prosodiaco
Una tripodia dattilica catalettica in syllabam con anacrusi, (che corrisponde alla seconda metà del verso esametrico tagliato dalla cesura pentemimere, supponendo il terzo piede spondaico) è nota invece con il nome di prosodiaco (da πρόσοδος, processione rituale in cui l'uso di questo verso era frequente). Il suo schema è questo:
X : — ∪ ∪ : — ∪ ∪ : X;
Es. Ὁ τᾶς θεοῦ ὃν Ψαμάθεια   [sch. ∪ : — ∪ ∪ : — ∪ ∪ : X] (Pindaro, V Nemea, 13)
Il prosodiaco, quando l'anacrusi si presenta lunga, non è distinguibile dal paremiaco (dimetro anapestico catalettico) con primo piede spondaico: solo il contesto indica se ci si trova di fronte a un ritmo dattilico o anapestico. In sistemi prosodiaci, tanto la tripodia dattilica che l'hemiepes possono comparire, il primo come forma acefala del prosodiaco, il secondo come forma acefala e catalettica; sono anche possibili forme ipercatalettiche del prosodiaco piano e del prosodiaco acefalo, secondo gli schemi:
X : — ∪ ∪ : — ∪ ∪ : — — : X
Es. Νικᾷ στεφαναφορίαν κρείσσω (Euripide, Elena, 862)
— ∪ ∪ : — ∪ ∪ : — — : X
Es. μὲν βάσις ἀγλαΐα ἀρχά (Pindaro, Pitica I, 2)
Nel prosodiaco, i dattili sono sostituiti solo eccezionalmente da spondei. Tanto il prosodiaco che l'hemiepes sono stati impiegati già da Archiloco nei suoi asinarteti ed epodi; entrambi i versi si incontrano poi nella lirica corale.

### Dimetro dattilico
È il κῶλον più comune nei sistemi dattilici; si incontra anche nelle strofe dattiliche e negli asinarteti. Il suo schema base è:
— ∪ ∪ : — ∪ ∪ | — ∪ ∪ : — ∪ ∪
Es. Μῶσ' ἄγε, Καλλιόπα, θύγατερ Διός (Alcmane, Fr. 45 B)
Quando il dimetro dattilico compare con l'ultimo piede spondaico e gli altri dattilici, è noto come
metrum archilocheum, perché Archiloco se ne è servito nei suoi epodi.
Es. Φαινόμενον κακὸν οἴκαδ' ἂγεσθαι [schema — ∪ ∪ : — ∪ ∪ | — ∪ ∪ : — — ] (Archiloco, fr. 98 B.)
Il dimetro dattilico può anche comparire nella forma catalettica in duas syllabas,:
— ∪ ∪ : — ∪ ∪ | — ∪ ∪ : — X.
ma si tratta di un metro raro, e spesso non distinguibile dal dimetro dattilico normale.
Il dimetro dattilico catalettico in syllabam è più frequente, ed è normalmente designato come metrum alcmanium o alcmanio; si può incontrare tanto in periodi eterogenei di versi misti, che in periodi di dattilo-epitriti o di dattili puri. Lo schema è:
— ∪ ∪ : — ∪ ∪ | — ∪ ∪ : X
Es. πολλὰ βροτῶν διαμειβομένα (Eschilo, Supplici, 543)
Ne esiste anche una forma con anacrusi, ma è estremamente rara.

### Pentapodia dattilica
Lo schema è:
— ∪ ∪ : — ∪ ∪ : — ∪ ∪ : — ∪ ∪ : — ∪ ∪ :
Questo metro si incontra talvolta nelle strofe dattiliche; prese il nome di metrum simieum dal poeta alessandrino Simia di Rodi, che scrisse un poemetto con questi versi. Negli esempi più antichi le sostituzioni con lo spondeo non sono infrequenti, mentre in epoca alessandrina diventano più rari.
Es. Χαῖρε, ἅναξ, ἕταρε ζατέας μάκαρ Ἥβας (Simia, fr. 6 D.)
— ∪ ∪ : — ∪ ∪ : — ∪ ∪ : — ∪ ∪ : — —
La forma catalettica in syllabam e la forma catalettica in syllabam con anacrusi sono possibili, ma rare. Questi gli schemi:
1. Catalettico in syllabam: — ∪ ∪ : — ∪ ∪ : — ∪ ∪ : — ∪ ∪ : X Es. τῶν μεγάλων Δαναῶν ὕπο κλῃζομέναν (Sofocle, Aiace, 224)
2. Catalettico in syllabam con anacrusi: X: — ∪ ∪ : — ∪ ∪ : — ∪ ∪ : — ∪ ∪ : X

### Trimetro dattilico
Il suo schema è:
— ∪ ∪ : — ∪ ∪ | — ∪ ∪ : — ∪ ∪ | — ∪ ∪ — ∪ ∪
Quando compare nella sua forma pura, il trimetro è chiamato metrum ibyceum (dal poeta Ibico). Nella sua forma normale, il verso non ha cesura.
Es. Ἄθλιον ὧδέ σοι οὐκετι χρησόμενον τὸ μεθύστερον (Sofocle, Filottete, 1132-33)
Se l'ultimo dattilo è risolto in uno spondeo, diviene però molto difficile distinguere questo metro dall'esametro. Solitamente si considerano trimetri dattilici quelli che compaiono in contesti lirici, ma esistono casi accertati in cui anche i poeti lirici si sono serviti dell'esametro eroico: così fecero Terpandro nei suoi nomoi, Alcmane nei suoi parteni, Saffo nei suoi epitalami.

## Dattili eolici
Sotto questo nome vengono inclusi alcuni metri, di forma dattilica, che rispondono alle caratteristiche principali della metrica eolica: isosillabismo (il dattilo non ammette la sostituzione con lo spondeo) e base eolica iniziale.
Lo schema di base di questi metri è comune ed è così composto:
- base eolica (X X): può essere resa con un trocheo, un giambo, un pirrichio o uno spondeo. Le forme più frequenti sono quella trocaica e spondaica.
- parte dattilica: l'ultimo dattilo è catalettico in duas syllabas
- un giambo finale, di cui, nelle forme catalettiche non resta che una sillaba indifferens.

### Eptapodia eolica catalettica
Schema: ( X X |— ∪ ∪ — ∪ ∪ — ∪ ∪ — ∪ ∪ — | X)
Si tratta del verso più esteso tra i dattili eolici. Efestione cita questo esempio:
κέλομαί τινα τὸν χαριέντα Μένωνα κάλεσσαι (Alceo, fr. 99 D; in questo caso la base è un pirrichio)

### Esapodia eolica
Schema: X X| — ∪ ∪ — ∪ ∪ — ∪ ∪ — | ∪ X
Chiamato anche σαπφικὸν τεσσαρακαιδεκασύλλαβον, questo metro di quattordici sillabi è il più utilizzato tra i metri eolici: tutto il secondo libro di Saffo era scritto in questo metro, usato come verso stichico. L'idillio XXIX di Teocrito è scritto in tale metro.
Es. Ἐράμαν μὲν ἐγὼ σέθεν, Ἄτθι πάλαι πότα (Saffo, fr. 40 D)
Di questo metro esiste anche la forma catalettica (Schema: X X| — ∪ ∪ — ∪ ∪ — ∪ ∪ — | X), anche se è più rara.
Es. Ἦρος ἄγγελος ἰμερόφωνος ἀήδω (Saffo, fr. 121 D)

### Pentapodia eolica
Schema: X X |— ∪ ∪ — ∪ ∪ — ∪ ∪ —| ∪ X
Questo metro, di undici sillabe, è stato impiegato abbastanza di frequente da Saffo.
Es. Ἅ με ψισδομένα κατελίμπανε (Saffo, fr. 96, 3 D)